# 银鲴
银鲴（学名：Xenocypris argentea）俗称刁子、选子，是鲤科鲴属的一种鱼类，是一种广布于亚洲东部江河、湖泊、水库中下层水域的小型经济鱼类。

## 形态特征
通体长而侧扁，头小，口下位。体长一般13～18cm。背部灰黑色，腹部银白色。鳃盖膜后缘有桔黄色斑块。胸、腹、臀鳍基部呈浅黄色，背鳍灰色，尾鳍灰黑色。

## 生活习性
银鲴适应性强，属广温性鱼类，从俄罗斯黑龙江流域到越南水域都有分布。通常栖息于水体中下层，以腐屑底泥及藻类为食。

## 经济价值
银鲴在中国是一种常见的食用淡水鱼，已广泛开展人工养殖，被列入第一批中国国家重点保护经济水生动植物资源名录。